# Nils Winter (Fußballspieler)
Nils Winter (* 13. Dezember 1993 in Wolfsburg) ist ein deutscher Fußballspieler.

## Karriere
Winter wechselte 2004 vom SV Heiligendorf in die Jugendabteilung des VfL Wolfsburg. Mit der U19 gewann er in der Saison 2010/11, die Deutsche A-Junioren-Meisterschaft. Zur Spielzeit 2012/13, rückte Winter in den Kader der 2. Mannschaft des VfL auf. Mit der Zweitvertretung der Wölfe spielte er in der Regionalliga Nord. In der Saison 2013/14, gewann er mit den Wölfen die Regionalliga Nord. Später in den Aufstiegsspielen zur 3. Fußball-Liga, scheiterte er mit dem Team an der SG Sonnenhof Großaspach.
Zur Saison 2014/2015 wechselte er innerhalb der Regionalliga Nord zum VfR Neumünster. In dieser Spielzeit absolvierte er 33 Spiele mit 12 Torvorlagen, zudem erreichte er mit dem Club das Halbfinale im SHFV-Pokal. Nach nur einer Spielzeit verließ er den Verein wieder.
Im Sommer 2015 schloss er sich Alemannia Aachen in der Regionalliga West an. In seiner ersten Spielzeit bei den Aachenern kam Winter auch zu einigen Einsätzen bei der Zweitvertretung, welche zu dem Zeitpunkt in der Mittelrheinliga spielte. In insgesamt 3 Spielzeiten am Tivoli kam Winter auf 86 Ligaeinsätze und 4 Spiele im Mittelrheinpokal.
Im Anschluss spielte Winter von Juli 2018 bis Oktober 2020 beim SV Elversberg. In diesem Zeitraum absolvierte Winter insgesamt 35 Partien in der Regionalliga Südwest für Elversberg. Ein weiteres Spiel spielte er für die 2. Mannschaft in der Oberliga Rheinland-Pfalz/Saar. Am 18. August 2018, spielte Winter zum ersten Mal im DFB-Pokal. In der 1. Runde traf er mit Elversberg ausgerechnet auf den VfL Wolfsburg und die Partie wurde denkbar knapp mit 0:1 verloren. Am 22. August 2020 gewann er mit dem Verein nach Elfmeterschießen gegen den FC 08 Homburg den Saarlandpokal.
Am 1. Oktober 2020 kehrte Winter in die Regionalliga West zurück und schloss sich Rot-Weiß Oberhausen an. In 3 Spielzeiten für RWO absolvierte er 95 Ligaspiele, dabei erzielte er 10 Treffer und gab 27 Torvorlagen. In der Spielzeit 2022/2023 konnte er mit dem Verein das Finale im Niederrheinpokal erreichen. Im Finalspiel unterlag man jedoch Rot-Weiss Essen mit 0:2.
Seit Juli 2023 spielt Winter erneut bei Alemannia Aachen. Mit der Alemannia gewann er die Regionalliga West und stieg somit in die 3. Liga auf. Am 25. Mai 2024 gewann er mit der Alemannia den Mittelrheinpokal. Beim Finalsieg gegen den Bonner SC (4:2) bereitete er das zwischenzeitliche 2:1 vor. Sein Debüt in Liga 3 gab er schließlich am 3. August 2014 (1. Spieltag) beim 2:1-Auswärtssieg gegen Rot-Weiss Essen.

## Erfolge
- Deutscher A-Junioren-Meister: 2010/11
- Regionalliga Nord-Meister: 2013/14
- Saarlandpokal-Sieger: 2020
- Mittelrheinpokal-Sieger: 2024
- Regionalliga West-Meister & Aufstieg in die 3. Liga: 2023/24